# Gurgler Tal

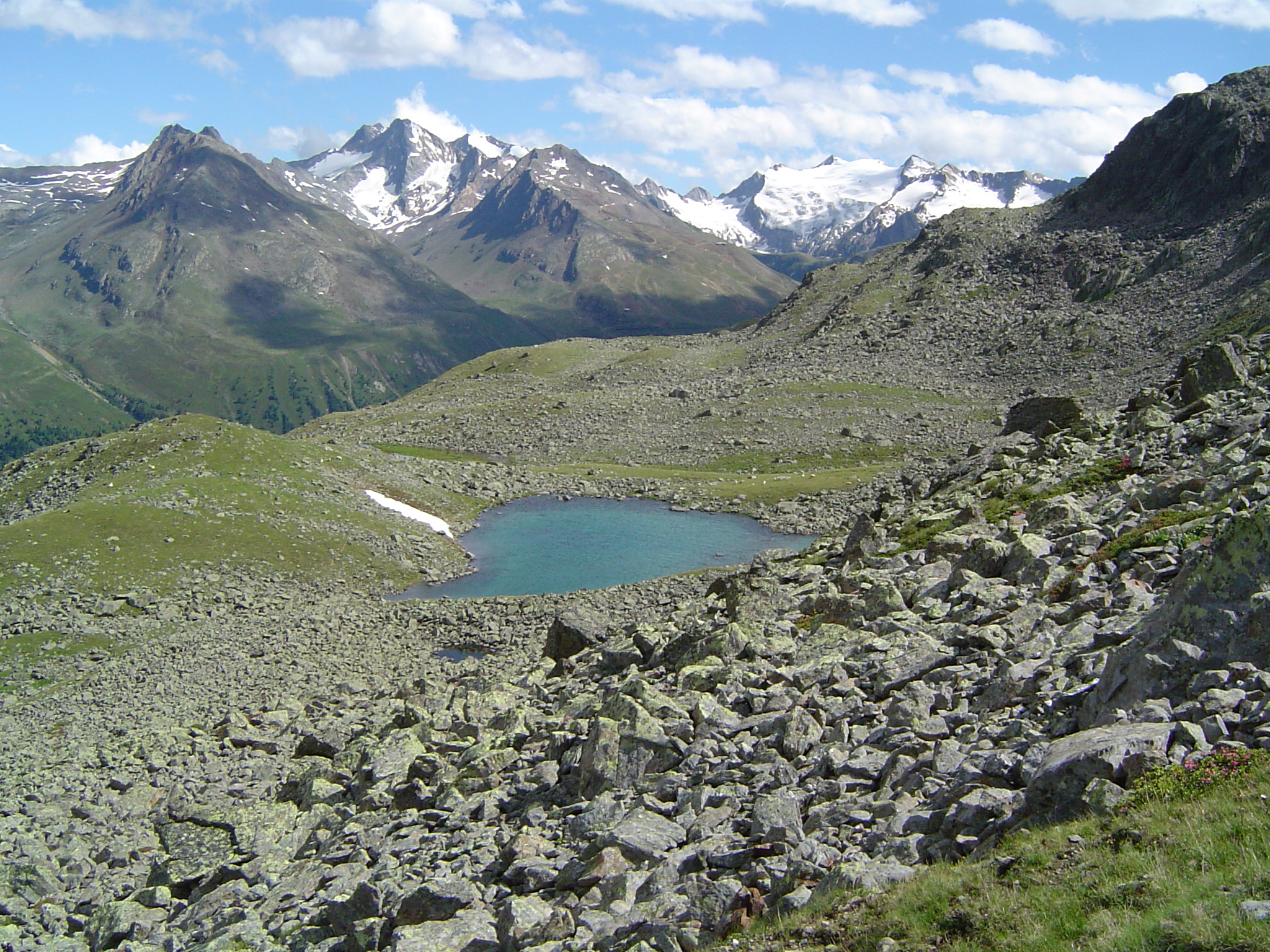
Der Nedersee oberhalb des Gurgler Tals

Das Gurgler Tal (auch Gurgltal) ist ein Quelltal des Ötztals in den Ötztaler Alpen in Tirol. Es wird von der Gurgler Ache durchflossen.

## Geografie
Das Gurgler Tal zweigt am Ende des Ötztals bei Zwieselstein (1470 m ü. A.) nach Süden zum Alpenhauptkamm ab. Es stellt damit mit dem an der gleichen Stelle abzweigenden Venter Tal die Fortsetzung des Ötztals dar. Das Tal liegt zum Großteil in den Ötztaler Alpen, unterhalb der Einmündung des Timmelsbachs bildet die Gurgler Ache die Grenze zu den östlich angrenzenden Stubaier Alpen.
Südlich von Zwieselstein weist das Gurgler Tal eine rund 150 m hohe Talstufe auf. Danach steigt der Talboden gleichmäßig bis zu einer zweiten, kleineren Stufe bei Pill auf rund 1780 m an. Im mittleren Abschnitt um Obergurgl ist der Talboden relativ breit und eben. Oberhalb wird das Tal wieder enger und steigt weiter bis auf rund 2200 m an, wo die Gletscherzone beginnt.
Es ist im Westen vom Venter Tal und Niedertal durch einen Bergkamm getrennt, der vom Mittagskogel (2825 m ü. A.) nach Süden ansteigt und im Ramolkogel eine Höhe von 3549 m ü. A. erreicht. Die steilen Hänge weisen in einer Höhe von 2400 bis 2500 m eine rund 6 km lange, relativ breite Talschulter mit zahlreichen kleinen Seen auf, die eine ideale Hochweide darstellt.
Die östliche Talseite ist weniger steil und wird im Gegensatz zur westlichen Seite von mehreren Seitentälern unterbrochen, die zumeist als Hängetäler über eine Steilstufe ins Gurgler Tal einmünden. Diese sind talauswärts das Langtal, das Rotmoostal, das Gaisbergtal, das Ferwalltal, das Königstal und das Timmelstal. Letzteres bietet über das Timmelsjoch (2474 m ü. A.) einen Übergang ins Passeier. Eine als Almweide genutzte Talschulter findet sich nur in kurzen Abschnitten in einer Höhe von 2200 bis 2300 m. Der Gurgler Kamm als östliche Begrenzung erreicht seinen höchsten Punkt in der Hochwilde (3480 m ü. A.).
Den Talschluss im Süden bildet der Gurgler Ferner. In den östlichen Seitentälern befinden sich ebenfalls größere Gletscher, darunter der Langtaler Ferner, der Rotmoosferner und der Gaisbergferner. An der westlichen Talseite finden sich durch
Wetterlage und Relief bedingt nur wenige kleinere Gletscher in Höhen über 2800 m.

## Erschließung und Besiedelung
Im Tal liegen die Siedlungen der Ortschaft Gurgl (rund 500 Einwohner), die durch die Ötztalstraße und die Gurgler Straße (L 15) erschlossen sind. In den Sommermonaten ermöglicht die Timmelsjoch-Hochalpenstraße eine Verbindung nach Südtirol. Der letzte Ort im Tal ist Obergurgl auf 1907 m ü. A., das höchstgelegene Kirchdorf Österreichs. Das Tal ist heute stark touristisch geprägt und weist auf der Ostseite ein ausgedehntes Schigebiet (Obergurgl-Hochgurgl) auf.

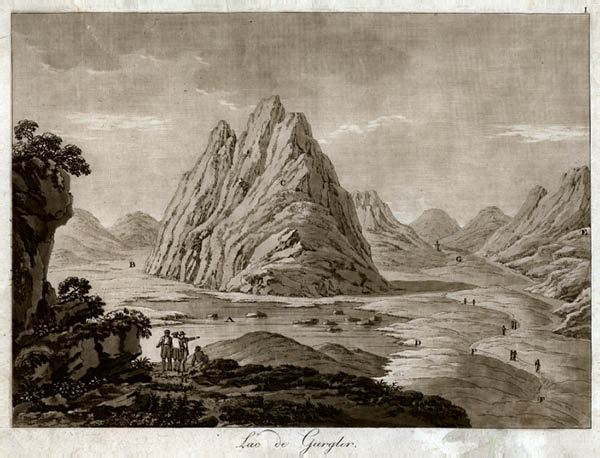
Der Gurgler Eissee im Jahre 1770

## Naturgefahren
Das Gurgler Tal ist aufgrund der steilen Hänge häufig von Lawinenabgängen betroffen, die teilweise zur Zerstörung von Gebäuden und Todesopfern führten. So wurden etwa im Jänner 1951 sämtliche Gebäude einschließlich der Kirche von Untergurgl und Angern durch Lawinen zerstört, sieben Bewohner kamen dabei ums Leben. Im 18. und 19. Jahrhundert sorgte der regelmäßige Ausbruch des Gurgler Eissees für Verwüstungen im gesamten Gurgler Tal.